# 烏茲達區
烏茲達區（羅馬化：Uzdenskiy rayon）是白俄羅斯中部明斯克州的一個區，行政中心为烏茲达，面積1,180.97平方公里，2009年人口23,657，人口密度每平方公里20.03人。